# Calpenia
Calpenia is een geslacht van vlinders van de familie spinneruilen (Erebidae), uit de onderfamilie Arctiinae.

## Soorten
- C. khasiana Moore, 1878
- C. monilifera Ob., 1903
- C. saundersi Moore, 1872
- C. takamukui Matsumura, 1930
- C. zerenaria Oberthür, 1886